# 曽谷龍平
曽谷 龍平（そたに りゅうへい、2000年11月30日 - ）は、奈良県生駒郡斑鳩町出身のプロ野球選手（投手）。左投左打。オリックス・バファローズ所属。

## 経歴

### プロ入り前
斑鳩町立斑鳩小学校1年生の時に野球を始め、斑鳩町立斑鳩中学校在学時は硬式野球のクラブチームである志貴ボーイズでプレーした。
自立して野球をすることに憧れていたこともあり、高校は地元の奈良ではなく、秋田の明桜高等学校に進学。1年夏からベンチ入りし、2年夏には控え投手として同学年の山口航輝と共に第99回全国高等学校野球選手権大会に出場した。同大会では二松学舎大付との初戦（2回戦）、1-11と大量リードを許した8回表から救援登板して2回3失点。チームもそのまま敗れた。3年夏は秋田県大会決勝で吉田輝星擁する金足農業高校に敗れた。1学年下に工藤泰成がいる。
白鷗大学に進学し、1年秋からベンチ入り。3年時からエースとして活躍し、同年秋のリーグ戦では4勝、防御率0.24の好成績を記録し、最優秀選手、最多勝など多くのタイトルを受賞した。4年時にはハーレムベースボールウィークの日本代表に選出された。
その後、2022年9月16日にプロ志望届を提出すると、オリックス・バファローズが曽谷をドラフト1位指名すると公言。そして、10月20日に行われたドラフト会議にて、オリックスから単独1位指名を受け、11月24日、小山市内のホテルで契約金は1億円プラス出来高払い5000万円、年俸は1600万円（金額は推定）で合意した。背番号は17。担当スカウトは岡崎大輔。

### オリックス時代
2023年は開幕を二軍で迎え、4月25日にリリーフとして出場選手登録され、翌26日の北海道日本ハムファイターズ戦で3点ビハインドの8回裏からプロ初登板。1イニングを投げ、2奪三振を含む三者凡退に抑えた。この試合を含めて3試合のリリーフ登板を経て、5月4日に登録抹消。二軍では先発調整を続け、田嶋大樹が左前腕の張りで出場選手登録を抹消されると、その代役として6月7日の読売ジャイアンツ戦でプロ初先発となったが、4回2/3を7安打1四球3奪三振2失点（自責点1）という内容でプロ初黒星を喫した。その後は登録抹消と再登録を繰り返しながら、6試合に先発登板したものの、白星は挙げられず。レギュラーシーズン最終戦となった10月9日の福岡ソフトバンクホークス戦では6回1安打2四球5奪三振無失点、二塁を踏ませない力投でプロ初勝利を挙げた。ルーキーイヤーは一軍で10試合（7先発）に登板し、1勝2敗・防御率3.86を記録。オフに現状維持となる推定年俸1600万円で契約を更改した。
2024年は3月13日の春季教育リーグでアクシデントにより1回2失点で降板。大事には至らなかったものの、続く同20日のオープン戦では4回5失点と結果を残せず、開幕を二軍で迎えた。4月7日の千葉ロッテマリーンズ戦でシーズン初登板初先発となったが、3回0/3を4失点で敗戦投手となり、翌8日に登録抹消。中10日で4月18日の東北楽天ゴールデンイーグルス戦に先発し、5回無失点でシーズン初勝利を挙げた。その後も登板間隔が空くことによる登録抹消がありながら、先発ローテーションの一角を担ったが、7月12日のロッテ戦で6回2/3を投げ、1失点（自責点0）で敗戦投手となって以降は、この試合を含めて6戦6敗。同期間では36回1/3を投げて自責点9ながら、味方の得点がわずかに1と打線の援護に恵まれなかったものの、8月30日の楽天戦では6回無失点の好投でシーズン6勝目を挙げ、自身の連敗を止めた。6月25日の再登録以降は登録抹消されることなく先発ローテーションを回り、9月26日のロッテ戦でシーズン最終登板。交流戦中から右手首に痛みを抱えており、10月2日には右手有鈎骨摘出術を受けた。この年は20試合の先発登板で7勝11敗・防御率2.34を記録。オフに2200万円増となる推定年俸3800万円で契約を更改した。
2025年は開幕前に胃腸炎で実戦登板から離れた期間がありながらも、自身初の開幕ローテーション入りを果たした。4月終了時点では、4先発で1勝2敗・防御率3.86という成績であったが、5月に入ると、2試合連続で7回無失点と好投。さらに5月18日の埼玉西武ライオンズ戦では、9回4安打無四球6奪三振1失点の快投でシーズン4勝目をプロ初完投で飾った。

## 選手としての特徴
| 球種         | 配分 % | 平均球速 km/h | 被打率 |
| ------------ | ------ | ------------- | ------ |
| ストレート   | 43.6   | 147.8         | .294   |
| フォーク     | 28.3   | 139.1         | .254   |
| スライダー   | 20.6   | 128.3         | .170   |
| カットボール | 07.4   | 138.6         | .273   |

ゆったりとしたフォームのスリークォーターから投じるスライダーが武器。斜めに大きく曲がるのが特徴である。
持ち球はその他に最速154km/hのストレート、カットボール、鋭く落ちるフォークがある。
大学時代は藤倉多祐監督の方針でチェンジアップは使わず、右打者には入ってくるボール、左打者は逃げるボールだけで打者と勝負していた。

## 人物
目標とする選手は山本由伸。
幼少期はオリックスファンで、8歳の曽谷が20歳の自らへ宛てて書いた「おとなになったらプロやきゅうにはいりたいです。20さいになったらオリックスにはいってください」という手紙を14年後に実現させた。

## 詳細情報

### 年度別投手成績
| 年 度     | 球 団      | 登 板 | 先 発 | 完 投 | 完 封 | 無 四 球 | 勝 利 | 敗 戦 | セ 丨 ブ | ホ 丨 ル ド | 勝 率 | 打 者 | 投 球 回 | 被 安 打 | 被 本 塁 打 | 与 四 球 | 敬 遠 | 与 死 球 | 奪 三 振 | 暴 投 | ボ 丨 ク | 失 点 | 自 責 点 | 防 御 率 | W H I P |
| --------- | ---------- | ----- | ----- | ----- | ----- | -------- | ----- | ----- | -------- | ----------- | ----- | ----- | -------- | -------- | ----------- | -------- | ----- | -------- | -------- | ----- | -------- | ----- | -------- | -------- | ------- |
| 2023      | オリックス | 10    | 7     | 0     | 0     | 0        | 1     | 2     | 0        | 0           | .333  | 138   | 32.2     | 33       | 0           | 15       | 0     | 1        | 27       | 2     | 0        | 16    | 14       | 3.86     | 1.47    |
| 2024      | オリックス | 20    | 20    | 0     | 0     | 0        | 7     | 11    | 0        | 0           | .389  | 490   | 119      | 112      | 4           | 27       | 0     | 1        | 117      | 1     | 0        | 37    | 31       | 2.34     | 1.17    |
| 通算：2年 | 通算：2年  | 30    | 27    | 0     | 0     | 0        | 8     | 13    | 0        | 0           | .381  | 628   | 151.2    | 145      | 4           | 42       | 0     | 2        | 144      | 3     | 0        | 53    | 45       | 2.67     | 1.23    |

- 2024年度シーズン終了時
- 各年度の太字はリーグ最高

### 年度別守備成績
| 年 度 | 球 団      | 投手  | 投手  | 投手  | 投手  | 投手  | 投手     |
| 年 度 | 球 団      | 試 合 | 刺 殺 | 補 殺 | 失 策 | 併 殺 | 守 備 率 |
| ----- | ---------- | ----- | ----- | ----- | ----- | ----- | -------- |
| 2023  | オリックス | 10    | 1     | 6     | 1     | 0     | .875     |
| 2024  | オリックス | 20    | 5     | 9     | 2     | 0     | .875     |
| 通算  | 通算       | 30    | 6     | 15    | 3     | 0     | .875     |

- 2024年度シーズン終了時

### 記録
初記録
投手記録
- 初登板：2023年4月26日、対北海道日本ハムファイターズ5回戦（エスコンフィールドHOKKAIDO）、8回裏に5番手で救援登板・完了、1回無失点[12]
- 初奪三振：同上、8回裏に上川畑大悟から空振り三振[12]
- 初先発登板：2023年6月7日、対読売ジャイアンツ2回戦（京セラドーム大阪）、4回2/3を2失点（自責1）で敗戦投手[15]
- 初勝利・初先発勝利：2023年10月9日、対福岡ソフトバンクホークス25回戦（京セラドーム大阪）、6回無失点[19]
- 初完投・初完投勝利：2025年5月18日、対埼玉西武ライオンズ9回戦（ベルーナドーム）、9回1失点[49]

打撃記録
- 初打席：2023年6月14日、対阪神タイガース2回戦（阪神甲子園球場）、2回表に西勇輝から空振り三振

### 背番号
- 17（2023年[8] - ）

### 代表歴
- 2022 ハーレムベースボールウィーク 日本代表